# Monterotondo Marittimo
Monterotondo Marittimo je občina v pokrajini Grosseto v italijanski deželi Toskana, locirana okoli 80 km jugozahodno od Firenc in okoli 45 km severozahodno od Grosseto, blizu nacionalnega parka Parco Nazionale delle Colline Metallifere. Ima 1369 prebivalcev (Stanje 31. december 2013).

## Geografija
Občina se razprostira na površini približno 103 km². Nahaja se približno 45 km severozahodno od Grosseto in 80 km jugozahodno od Firenc v hribovju Colline Metallifere in dolini Val di Cornia. Preko območja teče reka Cornia (9 od 49 km je v občini) ter potok Milia (12 od 20 km v občini). 
Okoliš obsega še Frassine in Lago Boracifero. 
Sosednje skupnosti so Castelnuovo di Val di Cecina (PI), Massa Marittima, Monteverdi Marittimo (PI), Montieri, Pomarance (PI) in Suvereto (LI).

## Zgodovina
Vas je bila ustanovljena v srednjem veku kot del opatije Monteverdi Marittimo, nato pa je nadzor prevzela družina Alberti. Od 13. stoletja do prve polovice 14. stoletja je sodila pod zaselek Massa Marittima, in sicer po porazu Republike Siena. Po porazu Republike Siene leta 1555 proti Republiki Firence, je mesto pripadlo vojvodini Toskana. 
V Monterotondo Marittimo je bil 19. avgusta 1970 epicenter potresa, ki je meril 5 stopnjo po Richterjevi lestvici (razred 6 po Mercallijevi lestvici), ki je pretresel Colle Metallifere.

## Znamenitosti
- Cassero, tudi Castello ali Rocca so ruševine utrdbe v centru mesta. Grad izvira iz leta 1399 pod vladavino Siene, arhitekt Barna di Turino; bil je obnovljen - Bartolomeo Neroni (Il Riccio;
- Castello di Cugnano, ruševine gradu okoli 2 km jugovzhodno od mesta, 13. st., posest Aldobrandeschijev;
- Castiglion Bernardi, ruševine gradu , ki je bil omenjen že leta 770. Uničen v 14. st. od Pise; zerstört. [5]
- Chiesa di San Lorenzo, glavna cerkev v naselju, vsebuje delo Madonna col Bambino tako imenovanega Maestro di Monterotondo;
- Jezero Boracifero, geotermalne naprave z naravnim gejzirjem;
- Palazzo comunale, Mestna hiša iz zgodnjega 17. st.;
- Palazzo delle Logge, zgodovinska zgradba.
- Parco naturalistico delle Biancane, naravni park s fumarolami.
- Rocchetta dei Pannocchieschi, leži približno 3 km jugovzhodno od naselja; ruševine družine Pannocchieschi iz 13. stoletja;
- Santuario della Madonna del Frassine, samostan